# Sebastiania commersoniana
Sebastiania commersoniana é uma espécie vegetal da família Euphorbiaceae. 
Seus nomes populares incluem branquinho e branquilho.
Ocorre no Brasil nos estados do Rio de Janeiro, Minas Gerais, Paraná, Rio Grande do Sul. Também pode ser encontrada no Uruguai, Argentina e Paraguai. Habita altitudes de 5 m, próximo ao nível do mar, até 1200 m de altitude.
A espécie varia de 5 a 20 metros de altura, com diâmetro do tronco de 20 a 50 cm.
Tem capacidade de tolerar períodos de inundação, sendo frequente em ambientes aluviais, e de interesse para reflorestamento e restauração.